# Костино (Зубцовское сельское поселение)
Костино — деревня в Зубцовском районе Тверской области. Входит в состав Зубцовского сельского поселения.

## География
Находится в южной части Тверской области на расстоянии приблизительно 2 км на север-северо-запад от районного центра города Зубцов.

## История
Деревня была отмечена еще на карте Менде (состояние местности на 1848 год). В 1859 году здесь (деревня Зубцовского уезда Тверской губернии) было учтено 7 дворов, в 1941 — 22.

## Население
Численность населения: 49 человек (1859 год), 28 (русские 100 %) в 2002 году, 25 в 2010.